# Три четвртине Сунца
Три четвртине Сунца (Tri četrtine Sonca) је југословенски и словеначки филм први пут приказан 18. јула 1959 године. Режирао га је Јоже Бабич а сценарио је написао Леополд Лахола

## Улоге
| Глумац           | Улога      |
| ---------------- | ---------- |
| Арнолд Товорник  |            |
| Берт Сотлар      | Славо      |
| Лојзе Потокар    | Постајенац |
| Перо Квргић      | Матео      |
| Мира Сардоч      | Марија     |
| Стане Север      | Ковал      |
| Вања Драх        | Колега     |
| Кристијан Муцк   | Карел      |
| Елвира Краљ      | Хелерјева  |
| Метка Оцвирк     | Хелена     |
| Данило Безлај    | Филип Ср.  |
| Драго Макуц      | Филип Јр.  |
| Антун Врдољак    | Чарли      |
| Радо Накрст      | Ахил       |
| Макс Бајц        |            |
| Олга Беђанич     |            |
| Метка Бучар      |            |
| Јанез Чук        |            |
| Хуго Флоријанчич |            |

Остале улоге  ▼
| Глумац          | Улога             |
| --------------- | ----------------- |
| Јулиј Густин    |                   |
| Бране Иванц     |                   |
| Јанез Јерман    |                   |
| Тибериј Ленарт  |                   |
| Јоже Млакар     |                   |
| Верица Пантић   | (као Вера Пантић) |
| Никола Поповић  |                   |
| Стане Разтресен |                   |
| Шпела Розин     |                   |
| Јоже Рус        |                   |
| Тоне Слодњак    |                   |
| Јуриј Соучек    |                   |
| Јанез Шкоф      |                   |
| Чедомир Внук    |                   |
| Ива Зупанчич    |                   |

Комплетна филмска екипа  ▼
| Редитељ                   | Јоже Бабич            |                                       |
| Сценариста                | Леополд Лахола        | (писац)                               |
| Композитор                | Бојан Адамич          |                                       |
| Директор фотографије      | Руди Ваупотич         |                                       |
| Монтажер                  | Клеопатра Харисијадес |                                       |
| Сценограф                 | Нико Матул            |                                       |
| Уметнички директор        | Ели Ликар             | (као арх. Ели Ликар)                  |
| Костимограф               | Милена Кумар          | (као инг. арх. Милена Кумар—Матулова) |
| Одсек за шминку           | Хилда Јуречич         | дизајнер шминке                       |
| Одсек за шминку           | Марија Кордић         | шминкерка                             |
| Менаџер продукције        | Борис Брецељник       | вођа снимања                          |
| Менаџер продукције        | Горажд Кончар         | директор филма                        |
| Менаџер продукције        | Франце Маролт         | вођа снимања                          |
| Менаџер продукције        | Јанез Томшич          | вођа снимања                          |
| Помоћник режије           | Неда Бучар            | други помоћник редитеља               |
| Помоћник режије           | Јане Кавчич           | први помоћник редитеља                |
| Уметнички одсек           | Франце Когој          | сценски реквизитер                    |
| Уметнички одсек           | Владимир Погачник     | сценски реквизитер                    |
| Одсек за звук             | Марјан Меглич         | тон мајстор                           |
| Визуелни ефекти           | Јанез Мали            | визуелни ефекат                       |
| Одсек за камеру и расвету | Еди Херич             | вођа расвете                          |
| Одсек за камеру и расвету | Душан Хочевар         | пратилац камере                       |
| Одсек за камеру и расвету | Вид Нучич             | фотограф                              |
| Одсек за камеру и расвету | Сречо Павлочич        | пратилац камере                       |
| Одсек за костим           | Тончка Блазник        | гардеробер                            |
| Одсек за монтажу          | Марија Пиркмајер      | асистент монтажера                    |
| Музички одсек             | Франце Лампрет        | музички координатор                   |
| Остала екипа              | Антон Бајец           | лектор (као проф. др. Антон Бајец)    |
| Остала екипа              | Јелка Потокар         | секретар режије                       |
| Остала екипа              | Јоже Птичар           | лектор                                |